# غاي ك. سوان الثالث
غاي كارلتون سوان الثالث (بالإنجليزية: Guy Carleton Swan III)‏ (ولد في 28 يناير 1954) فريق متقاعد من جيش الولايات المتحدة. كان مهمته الأخيرة قيادة جيش الولايات المتحدة الشمالي في فورت سام هيوستن في ولاية تكساس.
نشأ سوان في حي بحيرة باينز حيث درس في مدرسة واين هيلز الثانوية.
كان نائب في الفرقة جي3 (العمليات) في الكويت والمملكة العربية السعودية والعراق خلال عملية درع الصحراء وعملية عاصفة الصحراء. شغل منصب المدير التنفيذي للسرب الأول في الكويت خلال عملية القوة الإيجابية.